# Furcifer angeli
Furcifer angeli là một loài thằn lằn trong họ Chamaeleonidae. Loài này được Brygoo & Domergue mô tả khoa học đầu tiên năm 1968.